# Slanke toepaja
De slanke toepaja (Tupaia gracilis)  is een zoogdier uit de familie van de echte toepaja's (Tupaiidae). De wetenschappelijke naam van de soort werd voor het eerst geldig gepubliceerd door Oldfield Thomas in 1893.

## Voorkomen
De soort komt voor in Brunei, Maleisië en Indonesië.